# スパルタカスIII ザ・ファイナル
『スパルタカスIII　ザ・ファイナル』（原題：Spartacus: War of the Damned）は、アメリカのstarzで2013年1月から放送された歴史スペクタクル（アクション）。テレビ・シリーズ『スパルタカス』及び『スパルタカスII』の続篇にあたる第3期 全10話である。
ローマ史に名高い第三次奴隷戦争、いわゆる「スパルタクスの反乱」の後半を描く。剣闘士奴隷だったトラキア人スパルタカスが仲間と共に、剣闘士養成所の主バティアトゥスを殺して脱走したのち、ゲリラ的な戦闘を繰り返しながら反乱軍を増強し連戦連勝、やがて差し向けられた智将クラッスス率いるローマ軍団と対決し、討伐されるまでの苦悩と死闘が語られる。
主人公スパルタカスは第1期のアンディ・ホイットフィールドに代わり、第2期及び本作第3期ではリアム・マッキンタイアが演じている。日本では2013年10月よりスター・チャンネルにて独占放送した。
原題 Spartacus: War of the Damned は「スパルタカス: 呪われし者どもの戦」の意。
なおシリーズを時系列で並べると、前日譚『スパルタカス ゴッド・オブ・アリーナ』、第1期『スパルタカス』、第2期『スパルタカスII』、第3期『スパルタカスIII　ザ・ファイナル』で、本作が最終シーズンである。

## あらすじ
前期『スパルタカスII』最終話で、仇敵の法務官グラベルを討ち果たしたスパルタカスはウェスウィウス山を離れ、やがて城壁のある街ひとつを攻略、そこに大人数に膨れ上がった反乱軍を収容し、疲弊した大集団の鋭気を養うことにした。
敗退を続けた共和国側はいまだ討伐できぬスパルタカス軍に対し、ローマ随一の財産家クラッススにインペラトルの称号を与えて軍団を率いさせ、反乱鎮圧に向かわせる。クラッススはこれに先立ち、若き無頼漢カエサルを密偵として反乱奴隷軍に潜り込ませ、敵内部を撹乱させるなど権謀術数を駆使したり、奇策を弄した戦いぶりを示す。
葛藤のすえ反乱軍はふた手に分かれる。クリクスス率いる一軍は首都ローマ侵攻を目指して快進撃。スパルタカス率いる一軍はアルプス越えも視野に入れて進むが、結局クラッスス軍との最終決戦に臨むこととなる。

## 登場人物・キャスト
- スパルタカス（リアム・マッキンタイア）：小山力也
- ガンニクス (ダスティン・クレア）：東地宏樹
- クリクスス（マヌー・ベネット）：咲野俊介
- ナエウィア（シンシア・アダイ＝ロビンソン）：うえだ星子
- アグロン（ダニエル･フォイヤーリーグル（英語版））：大羽武士
- ナシル（パナ・ヘマ・テイラー）：大林洋平
- ドナール（ヒース・ジョーンズ）：
- ルーゴ（バリー・ダッフィールド）：
- ザクサ（エレン・ホルマン）：林りんこ
- ネメテス（ディッチ・デイビー）：
- Belesa/ザクサの新たな愛人（ルナ・リオウミナ）：
- カストゥス/若いキリキア海賊（ブレッシング・モクゴーロア）：
- コーレ（ジェナ・リンド）：
- シビル（グウェンドリン・テイラー）：藤井ゆきよ
- カンターラ/娼婦（アイス・テゼル）：
- マルクス・クラッスス（サイモン・メレルズ）：森田順平
- ユリウス・カエサル（トッド・ラサンス）：桐本琢也
- ティベリウス/クラッススの長男（クリスチャン・アンティドーミ）：茂木たかまさ
- ラエタ（アンナ・ハッチソン）：
- ルフス/クラッススの部下（ロイ・スノー（英語版））：

## 受賞歴
カエサル役のトッド・ラサンスが本作で第39回サターン賞 テレビ助演男優賞にノミネートされた。

## サブタイトル
- 第1話 ローマの敵 "Enemies of Rome"
- 第2話 前門の狼 "Wolves at the Gate"
- 第3話 取引 "Men of Honor"
- 第4話 極刑 "Decimation"
- 第5話 血の絆 "Blood Brothers"
- 第6話 戦利品 "Spoils of War"
- 第7話 死の刻印 "Mors Indecepta"
- 第8話 それぞれの道 "Separate Paths"
- 第9話 死せる者　死にゆく者 "The Dead and the Dying"
- 第10話 激闘の果て "Victory" (シリーズ最終話)

## アンディ・ホイットフィールドの降板と死、前篇の制作など
『スパルタカス』第1期は大好評を博し、シリーズ化されることになった。続編 第2期のクランクイン直前の2010年3月、主演のアンディ・ホイットフィールドが非ホジキンリンパ腫であることを公表、ドラマを降板して治療に専念していたが、2011年9月11日、18か月の闘病の末、40歳で死去した。
治療に専念するホイットフィールドの回復を待つ意味もあり、第2期制作を一時ストップさせた制作サイドは、かねてより温めていたプロットであるバティアトゥスの過去の物語を膨らませることで、前日譚ミニシリーズ『スパルタカス ゴッド・オブ・アリーナ』を制作したが、上記のとおりホイットフィールドの復帰はかなわず、『スパルタカス』シリーズはリアム・マッキンタイアを代役に立てて、第2期『スパルタカスII』、第3期『スパルタカスIII　ザ・ファイナル』が制作された。
ナエウィア役のレスリー・アン・ブラントも第2期で降板となった。彼女の契約関係と第2期制作の遅れがその理由で、ロサンゼルスに居を移し、仕事を始めた彼女に制作スケジュールを合わせられなくなったという。